# آني كلارك
آني كلارك هي ممثلة كندية، ولدت في 4 يونيو 1992 بتورونتو في كندا.

## وصلات خارجية
- آني كلارك على موقع IMDb (الإنجليزية)
- آني كلارك على موقع قاعدة بيانات الفيلم (الإنجليزية)